# Кубок Виктории
Кубок Виктории — приз, по замыслу организаторов, ежегодно оспариваемый профессиональными хоккейными командами из Европы и NHL. Победитель получает 1.000.000 швейцарских франков.
О проведении Кубка Виктории было объявлено в 2007 году как о мероприятии к столетней годовщине образования IIHF. Турнир назван в честь катка «Виктория» в Монреале, где 3 марта 1875 года был сыгран первый официальный хоккейный матч и в честь британской королевы Виктории.
Трофей представлял собой чашу, к внутренним сторонам которой прикреплены двенадцать символических клюшек.
Разыгрывать Кубок было решено между клубом НХЛ и лучшей европейской командой. Первый розыгрыш кубка Виктории состоялся 1 октября 2008 года между победителем Кубка европейских чемпионов по хоккею с шайбой магнитогорским «Металлургом» и представителем НХЛ, который был выбран руководством лиги, — «Нью-Йорк Рейнджерс».
В 2009 году Европу представлял победитель Хоккейной Лиги чемпионов «ЗСК Лионс», а НХЛ — «Чикаго Блэкхокс».
Поскольку сезон 2009/2010 Хоккейной Лиги чемпионов был отменён, розыгрыш Кубка Виктории в 2010 году не состоялся, и с тех пор не проводился.

## Участники кубка
| Год  | Победитель         | Счёт | Соперник               | Место проведения                  |
| ---- | ------------------ | ---- | ---------------------- | --------------------------------- |
| 2008 | Нью-Йорк Рейнджерс | 4:3  | Металлург Магнитогорск | ПостФинанс-Арена, Берн, Швейцария |
| 2009 | ЗСК Лионс          | 2:1  | Чикаго Блэкхокс        | Халленштадион, Цюрих, Швейцария   |